# Arganza
Arganza – gmina w Hiszpanii, w prowincji León, w Kastylii i León, o powierzchni 39,99 km². W 2011 roku gmina liczyła 850 mieszkańców.